# Hellyethira imparalobata
Hellyethira imparalobata är en nattsländeart som beskrevs av Wells 1990. Hellyethira imparalobata ingår i släktet Hellyethira och familjen smånattsländor. Inga underarter finns listade i Catalogue of Life.